# Galatasaray Istanbul/Saison 1944/45
Die Saison 1944/45 von Galatasaray Istanbul war die 39. Saison in der Vereinsgeschichte und die 31. Saison in der İstanbul Futbol Ligi.  Der Klub beendete die Saison auf dem 3. Platz. In der 7. Saison der Millî Küme wurden die Gelb-Roten Dritter.

## Personalien

### Kader
| Nat.       | Name                |
| Torhüter   | Torhüter            |
| ---------- | ------------------- |
| Turkei     | Erdoğan Atlıoğlu    |
| Turkei     | Osman İncili        |
| Turkei     | Saim Kaur           |
| Abwehr     |                     |
| Turkei     | Faruk Barlas        |
| Turkei     | Bülent Eken         |
| Turkei     | Necmi Erdoğdu       |
| Turkei     | Adnan İncirmen      |
| Turkei     | İsmet Kalaoğlu      |
| Turkei     | Mahmut Kefeli       |
| Turkei     | Salim Şatıroğlu     |
| Mittelfeld |                     |
| Turkei     | Enver Arslanalp     |
| Turkei     | Hikmet Ebcim        |
| Turkei     | Turgan Ece          |
| Turkei     | Mustafa Gençsoy     |
| Turkei     | Arif Sevinç         |
| Turkei     | Namık Sınmaz        |
| Turkei     | İsmail Yönder       |
| Angriff    |                     |
| Turkei     | Eşfak Aykaç         |
| Turkei     | Orhan Canpolat      |
| Turkei     | Reha Eken           |
| Turkei     | Mehmet Ali Gültekin |
| Turkei     | Gündüz Kılıç        |
| Turkei     | Sarafim Madenli     |
| Turkei     | Gazanfer Olcayto    |
| Turkei     | Muzaffer Tokaç      |
| Turkei     | Şahap Turgan        |

## Saison
Alle Ergebnisse aus Sicht von Galatasaray Istanbul.
Die Tabelle listet alle İstanbul-Futbol-Ligi des Vereins der Saison 1944/45 auf. Siege sind grün, Unentschieden gelb und Niederlagen rot markiert.

### İstanbul Futbol Ligi
| ST | Datum              | Gegner              | Ort                         | Ergebnis  | Tor(e) für Galatasaray Istanbul                                                                                              | Karte(n) für Galatasaray Istanbul |
| -- | ------------------ | ------------------- | --------------------------- | --------- | --- | --------------------------------- |
| 01 | 17. September 1944 | Beşiktaş Istanbul   | Şeref Stadyumu, Istanbul    | 1:4 (0:1) | 1:1 Turgan (51.) | Canpolat (79.)                    |
| 02 | 24. September 1944 | Süleymaniye         | Galatasaray Stadı, Istanbul | 7:0 (2:0) | 1:0 Turgan (11.), 2:0 R. Eken (35.), 3:0 R. Eken (59.), 4:0 Tokaç (67.), 5:0 Turgan (68.), 6:0 Ebcim (77.), 7:0 Turgan (83.) | keine                             |
| 03 | 1. Oktober 1944    | Fenerbahçe Istanbul | Fenerbahçe Stadı, Istanbul  | 2:2 (1:1) | 1:1 R. Eken (35.), 2:2 Turgan (54.)                                                                                          | keine                             |
| 04 | 8. Oktober 1944    | Istanbulspor        | Galatasaray Stadı, Istanbul | 1:1 (0:1) | 1:1 Kılıç (50.) | keine                             |
| 05 | 22. Oktober 1944   | Beyoğluspor         | Galatasaray Stadı, Istanbul | 3:1 (1:0) | 1:0 Tokaç (6. Elfmeter), 2:1 Gençsoy (59.), 3:1 B. Eken (69.)                                                                | keine                             |
| 06 | 5. November 1944   | Vefa Istanbul       | Galatasaray Stadı, Istanbul | 4:1 (1:0) | 1:0 Kılıç (44.), 2:1 B. Eken (59.), 3:1 Tokaç (60.), 4:1 B. Eken (75.)                                                       | keine                             |
| 07 | 12. November 1944  | Anadolu Hisarı      | Galatasaray Stadı, Istanbul | 6:1 (2:1) | 1:0 Kılıç (9.), 2:0 Canpolat (12.), 3:1 R. Eken (78.), 4:1 R. Eken (79.), 5:1 B. Eken (82.), 6:1 Tokaç (85.)                 | keine                             |
| 08 | 19. November 1944  | Beykozspor          | Galatasaray Stadı, Istanbul | 1:2 (0:0) | 1:2 B. Eken (71.) | keine                             |
| 09 | 3. Dezember 1944   | Kasımpaşa Istanbul  | Galatasaray Stadı, Istanbul | 4:0 (1:0) | 1:0 Canpolat (27.), 2:0 Kılıç (52.), 3:0 Tokaç (54. Elfmeter), 4:0 B. Eken (65.)                                             | keine                             |
| 10 | 10. Dezember 1944  | Beşiktaş Istanbul   | Şeref Stadyumu, Istanbul    | 2:2 (1:1) | 1:1 Yıldırım (38. Eigentor), 2:2 Turgan (74.)                                                                                | keine                             |
| 11 | 17. Dezember 1944  | Süleymaniye         | Galatasaray Stadı, Istanbul | 4:0 (2:0) | 1:0 B. Eken (6.), 2:0 B. Eken (56.), 3:0 Kılıç (75.), 4:0 R. Eken (82.)                                                      | keine                             |
| 12 | 24. Dezember 1944  | Fenerbahçe Istanbul | Fenerbahçe Stadı, Istanbul  | 2:2 (1:1) | 1:0 Kılıç (20.), 2:1 B. Eken (47.)                                                                                           | Kılıç (52.)                       |
| 13 | 7. Januar 1945     | Istanbulspor        | Galatasaray Stadı, Istanbul | 3:1 (0:0) | 1:1 Canpolat (56.), 2:1 Kılıç (70.), 3:1 R. Eken (85.)                                                                       | keine                             |
| 14 | 14. Januar 1945    | Beyoğluspor         | Galatasaray Stadı, Istanbul | 2:1 (1:1) | 1:1 Kılıç (40.), 2:1 Sevinç                                                                                                  | keine                             |
| 15 | 21. Januar 1945    | Kasımpaşa Istanbul  | Galatasaray Stadı, Istanbul | 3:1 (2:0) | 1:0 Tokaç (20.), 2:0 Kılıç (35.), 3:1 B. Eken (67. Elfmeter)                                                                 | keine                             |
| 16 | 11. Februar 1944   | Anadolu Hisarı      | Galatasaray Stadı, Istanbul | 4:0 (2:0) | 1:0 Kılıç (23.), 2:0 Tokaç (44.), 3:0 Tokaç (50.), 4:0 Kılıç (66.)                                                           | keine                             |
| 17 | 18. Februar 1945   | Beykozspor          | Galatasaray Stadı, Istanbul | 4:1 (2:1) | 1:0 Kılıç (5.), 2:1 B. Eken (35. Elfmeter), 3:1 R. Eken (72.), 4:1 B. Eken (89.)                                             | keine                             |
| 18 | 4. März 1945       | Vefa Istanbul       | Vefa Stadı, Istanbul        | 4:1 (2:1) | 1:0 R. Eken (29.), 2:0 B. Eken (32.), 3:1 R. Tokaç (48.), 4:1 Kılıç (50.)                                                    | keine                             |

### Millî Küme
| ST | Datum          | Gegner              | Ort                         | Ergebnis  | Tor(e) für Galatasaray Istanbul | Karte(n) für Galatasaray Istanbul |
| -- | -------------- | ------------------- | --------------------------- | --------- | --- | --------------------------------- |
| 01 | 11. März 1945  | Beşiktaş Istanbul   | Şeref Stadyumu, Istanbul    | 1:0 (0:0) | 1:0 Tokaç (68.) | keine                             |
| 02 | 17. März 1945  | Altınordu Izmir     | Alsancak Stadı, Izmir       | 2:3 (0:0) | 1:3 Turgan (64. Elfmeter), 2:3 Tokaç (84.)                                                                                           | keine                             |
| 03 | 18. März 1945  | Karşıyaka SK        | Alsancak Stadı, Izmir       | 3:0 (1:0) | 1:0 Tokaç (12. Elfmeter), 2:0 Kılıç (53.), 3:0 Tokaç (87.)                                                                           | keine                             |
| 04 | 24. März 1945  | Altınordu Izmir     | Galatasaray Stadı, Istanbul | 3:0 (1:0) | 1:0 B. Eken (44.), 2:0 R. Eken (57.), 3:0 Tokaç (88.)                                                                                | keine                             |
| 05 | 25. März 1945  | Karşıyaka SK        | Fenerbahçe Stadı, Istanbul  | 7:0 (5:0) | 1:0 B. Eken (3.), 2:0 B. Eken (8.), 3:0 B. Eken (11.), 4:0 Tokaç (18.), 5:0 Kılıç (27.), 6:0 Kılıç (70.), 7:0 B. Eken (86.)          | keine                             |
| 06 | 1. April 1945  | Beykozspor          | Fenerbahçe Stadı, Istanbul  | 0:0       | keine | keine                             |
| 07 | 8. April 1945  | Fenerbahçe Istanbul | Fenerbahçe Stadı, Istanbul  | 1:1 (1:1) | 1:1 Tokaç (90.) | keine                             |
| 08 | 15. April 1945 | Beşiktaş Istanbul   | Şeref Stadyumu, Istanbul    | 1:1 (1:0) | 1:0 Turgan (40.) | keine                             |
| 09 | 21. April 1945 | Ankara Demirspor    | Galatasaray Stadı, Istanbul | 1:1 (1:0) | 1:0 R. Eken (32.) | keine                             |
| 10 | 22. April 1945 | Uçaksavar           | Fenerbahçe Stadı, Istanbul  | 1:0 (0:0) | 1:0 Gültekin (64.) | keine                             |
| 11 | 28. April 1945 | Ankara Demirspor    | Ankara 19 Mayıs Stadyumu    | 1:2 (0:1) | 1:2 B. Eken (75.) | keine                             |
| 12 | 29. April 1945 | Uçaksavar           | Ankara 19 Mayıs Stadyumu    | 7:1 (3:1) | 1:0 R. Eken (1.), 2:1 B. Eken (25.), 3:1 R. Eken (31.), 4:1 Olcayto (51.), 5:1 Gültekin (59.), 6:1 Gültekin (69.), 7:1 R. Eken (85.) | Barlas (70.)                      |
| 13 | 13. Mai 1945   | Beykozspor          | Şeref Stadyumu, Istanbul    | 3:1 (1:1) | 1:1 R. Eken (35.), 2:1 Canpolat (50.), 3:1 R. Eken (68.)                                                                             | keine                             |
| 14 | 20. Mai 1945   | Fenerbahçe Istanbul | Fenerbahçe Stadı, Istanbul  | 2:3 (1:1) | 1:1 R. Eken (38.), 2:1 Turgan (56.)                                                                                                  | keine                             |

### İstanbul Kupası
| R  | Datum              | Gegner              | Ort                         | Ergebnis  | Tor(e) für Galatasaray Istanbul                                         |
| -- | ------------------ | ------------------- | --------------------------- | --------- | ----------------------------------------------------------------------- |
| 3R | 15. Oktober 1944   | Alemdar SK          | Galatasaray Stadı, Istanbul | 4:1 (4:0) | 1:0 R. Eken (7.), 2:0 Ebcim (21.), 3:0 R. Eken (33.), 4:1 R. Eken (80.) |
| VF | 26. November 1944  | Taksim SK           | Galatasaray Stadı, Istanbul | 4:0 (1:0) | 1:0 R. Eken (3.), 2:0 B. Eken (65.), 3:0 Tokaç (82.), 4:0 B. Eken (85.) |
| HF | 28. Januar 1945    | Fenerbahçe Istanbul | Şeref Stadyumu, Istanbul    | 0:0 n. V. | keine                                                                   |
| HF | 23. September 1945 | Fenerbahçe Istanbul | Şeref Stadyumu, Istanbul    | 0:3 (0:3) | keine                                                                   |

## Spielerstatistiken
| Spieler             | İstanbul Futbol Ligi | İstanbul Futbol Ligi | İstanbul Futbol Ligi | İstanbul Futbol Ligi | Millî Küme | Millî Küme | Millî Küme  | Millî Küme | İstanbul Kupası | İstanbul Kupası | İstanbul Kupası | İstanbul Kupası | Total    | Total | Total       | Total      |
| Spieler             | Einsätze             | Tore                 | Gelbe Karte          | Rote Karte           | Einsätze   | Tore       | Gelbe Karte | Rote Karte | Einsätze        | Tore            | Gelbe Karte     | Rote Karte      | Einsätze | Tore  | Gelbe Karte | Rote Karte |
| ------------------- | -------------------- | -------------------- | -------------------- | -------------------- | ---------- | ---------- | ----------- | ---------- | --------------- | --------------- | --------------- | --------------- | -------- | ----- | ----------- | ---------- |
| Enver Arslanalp     | 5                    | 0                    | 0                    | 0                    | 0          | 0          | 0           | 0          | 0               | 0               | 0               | 0               | 5        | 0     | 0           | 0          |
| Erdoğan Atlıoğlu    | 11                   | 0                    | 0                    | 0                    | 14         | 0          | 0           | 0          | 4               | 0               | 0               | 0               | 29       | 0     | 0           | 0          |
| Eşfak Aykaç         | 0                    | 0                    | 0                    | 0                    | 2          | 0          | 0           | 0          | 0               | 0               | 0               | 0               | 2        | 0     | 0           | 0          |
| Faruk Barlas        | 9                    | 0                    | 0                    | 0                    | 12         | 0          | 0           | 1          | 1               | 0               | 0               | 0               | 22       | 0     | 0           | 1          |
| Orhan Canpolat      | 15                   | 3                    | 0                    | 1                    | 10         | 1          | 0           | 0          | 2               | 0               | 0               | 0               | 27       | 4     | 0           | 1          |
| Hikmet Ebcim        | 3                    | 1                    | 0                    | 0                    | 0          | 0          | 0           | 0          | 1               | 1               | 0               | 0               | 4        | 2     | 0           | 0          |
| Turgan Ece          | 1                    | 0                    | 0                    | 0                    | 0          | 0          | 0           | 0          | 1               | 0               | 0               | 0               | 2        | 0     | 0           | 0          |
| Bülent Eken         | 17                   | 13                   | 0                    | 0                    | 13         | 7          | 0           | 0          | 4               | 2               | 0               | 0               | 34       | 22    | 0           | 0          |
| Reha Eken           | 16                   | 9                    | 0                    | 0                    | 11         | 9          | 0           | 0          | 3               | 4               | 0               | 0               | 30       | 22    | 0           | 0          |
| Necmi Erdoğdu       | 1                    | 0                    | 0                    | 0                    | 0          | 0          | 0           | 0          | 0               | 0               | 0               | 0               | 1        | 0     | 0           | 0          |
| Mustafa Gençsoy     | 16                   | 1                    | 0                    | 0                    | 11         | 0          | 0           | 0          | 4               | 0               | 0               | 0               | 31       | 1     | 0           | 0          |
| Mehmet Ali Gültekin | 0                    | 0                    | 0                    | 0                    | 5          | 3          | 0           | 0          | 0               | 0               | 0               | 0               | 5        | 3     | 0           | 0          |
| Osman İncili        | 4                    | 0                    | 0                    | 0                    | 0          | 0          | 0           | 0          | 0               | 0               | 0               | 0               | 4        | 0     | 0           | 0          |
| Adnan İncirmen      | 1                    | 0                    | 0                    | 0                    | 0          | 0          | 0           | 0          | 0               | 0               | 0               | 0               | 1        | 0     | 0           | 0          |
| İsmet Kalaoğlu      | 10                   | 0                    | 0                    | 0                    | 9          | 0          | 0           | 0          | 3               | 0               | 0               | 0               | 22       | 0     | 0           | 0          |
| Saim Kaur           | 3                    | 0                    | 0                    | 0                    | 0          | 0          | 0           | 0          | 0               | 0               | 0               | 0               | 3        | 0     | 0           | 0          |
| Mahmut Kefeli       | 3                    | 0                    | 0                    | 0                    | 0          | 0          | 0           | 0          | 2               | 0               | 0               | 0               | 5        | 0     | 0           | 0          |
| Gündüz Kılıç        | 17                   | 13                   | 0                    | 1                    | 10         | 3          | 0           | 0          | 2               | 0               | 0               | 0               | 29       | 16    | 0           | 1          |
| Sarafim Madenli     | 0                    | 0                    | 0                    | 0                    | 0          | 0          | 0           | 0          | 2               | 0               | 0               | 0               | 2        | 0     | 0           | 0          |
| Gazanfer Olcayto    | 1                    | 0                    | 0                    | 0                    | 8          | 1          | 0           | 0          | 0               | 0               | 0               | 0               | 9        | 1     | 0           | 0          |
| Salim Şatıroğlu     | 13                   | 0                    | 0                    | 0                    | 7          | 0          | 0           | 0          | 3               | 0               | 0               | 0               | 23       | 0     | 0           | 0          |
| Arif Sevinç         | 13                   | 1                    | 0                    | 0                    | 14         | 0          | 0           | 0          | 3               | 0               | 0               | 0               | 30       | 1     | 0           | 0          |
| Namık Sınmaz        | 16                   | 0                    | 0                    | 0                    | 9          | 0          | 0           | 0          | 3               | 0               | 0               | 0               | 28       | 0     | 0           | 0          |
| Muzaffer Tokaç      | 17                   | 9                    | 0                    | 0                    | 14         | 7          | 0           | 0          | 3               | 1               | 0               | 0               | 34       | 17    | 0           | 0          |
| Şahap Turgan        | 5                    | 6                    | 0                    | 0                    | 5          | 2          | 0           | 0          | 2               | 0               | 0               | 0               | 12       | 8     | 0           | 0          |
| İsmail Yönder       | 1                    | 0                    | 0                    | 0                    | 0          | 0          | 0           | 0          | 1               | 0               | 0               | 0               | 2        | 0     | 0           | 0          |